# Finn Sködt
Finn Sködt (født 23. januar 1944, død 2019) var en dansk kunstmaler, grafiker og designer. Han arbejdede også i flere år i tekstilbranchen med et samarbejde med bl.a. virksomheden Kvadrat.
Først var han ved Det Jyske Kunstakademi, hvorefter blev uddannet ved Den Grafiske Højskole i København. Han har i Århus designet rækværket ved Skt. Clemens Bro og kalligrammerne på Jægergårdens facade.